# Советская Эстония
«Советская Эстония» (с 21 августа 1991 года — «Эстония») — ежедневная общественно-политическая эстонская газета на русском языке, орган ЦК Коммунистической партии Эстонии, выходившая в Таллине с 1 ноября 1940 года до лета 1996 года.

## История газеты
Во время Второй Мировой войны, после отступления советских войск из Таллина, выпуск газеты «Советская Эстония» для населения оккупированных территорий Эстонской ССР продолжался на территории РСФСР в соответствии с приказом наркомата обороны «О газетах для населения оккупированных советских областей».
В 1971 году коллектив газеты был награждён орденом Трудового Красного Знамени.
21 августа 1991 года, на следующий день после принятия Верховным Советом Эстонской Республики постановления «О государственной независимости Эстонии» газета начала выходить под названием «Эстония».
6 апреля 2004 года формат издания полностью изменился и газета стала называться «Вести дня».
Газета выходила по 17 апреля 2009 года, когда издатель приостановил её выпуск из-за финансовых трудностей.

## Главные редакторы
Первым редактором газеты был Симон Перлманн (был назначен на этот пост в 1940 году). В дальнейшем главными редакторами газеты были:
- Даниил Руднев — с 1946 года до 25 января 1950 года;
- Юхан-Каспар Юрна — в 1961—1971;
- Генрих Туронок— в 1971— не ранее 1981
- Сергей Тараканов;
- Вольдемар Томбу;
- Вячеслав Иванов — в 1992—1997;
- Владимир Вельман;
- Илья Никифоров;
- Борис Тух;
- Павел Иванов;
- Александр Чаплыгин.

## Знаменитые журналисты, работавшие в газете
- Сергей Довлатов — российский писатель-прозаик (работал в редакции газеты в 1972—1975 годах)
- Димитрий Кленский
- Файви Ключик — фотокорреспондент, заслуженный журналист Эстонской ССР
- Елена Скульская — ведущая рубрики Диалог

## Интересные факты
В своих рассказах, вошедших в сборник новелл «Компромисс», писатель Сергей Довлатов в числе прочего описывает истории из своей журналистской практики в качестве корреспондента «Советской Эстонии», а также рассказывает о работе редакции и жизни своих коллег-журналистов.